# Федорін Юрій Петрович
Ю́рій Петро́вич Федо́рін (4 січня 1979, м. Антрацит, Луганська область, Українська РСР — 28 червня 2017, с. Кримське, Новоайдарський район, Луганська область, Україна) — молодший сержант Збройних сил України, учасник російсько-української війни.

## Біографія
Народився 1979 року на Луганщині, в місті Антрацит, — смт Дубівський, що підпорядковане міській раді.
Мешкав на Донеччині, займався перевезенням товарів у торговельні точки, в Маріуполі познайомився з майбутньою дружиною.
З початком російської збройної агресії проти України вивіз сім'єю із захопленої терористами Макіївки, де на той час проживав, спочатку до Маріуполя, а згодом — в смт Білики Кобеляцького району Полтавської області. Раніше в армії не служив, тож у серпні 2014 року пішов на фронт добровольцем — в батальйон «ОУН», воював у Пісках в районі Донецького аеропорту. Отримав контузію, поранення. Коли добровольці увійшли до складу 93-ї бригади, 24 грудня 2014 року офіційно вступив на військову службу за контрактом через Новомосковсько-Магдалинівський об'єднаний міський військовий комісаріат.
Молодший сержант, командир розвідувального відділення — командир машини розвідвзводу 1-го механізованого батальйону 93-ї окремої механізованої бригади, в/ч А1302, смт Черкаське, Дніпропетровська область. Виконував завдання на території проведення антитерористичній операції, зокрема в районі «Бахмутської траси» на рідній Луганщині.
Загинув 28 червня 2017 року близько 20:00 під час виконання бойового завдання поблизу села Кримське. Розвідгрупа висунулася з метою перехоплення ворожих ДРГ, що намагались просунутись углиб позицій бригади. Російсько-терористичні формування спробували штурмувати українську розвідгрупу під прикриттям мінометів. У бою молодший сержант Федорін загинув від численних кульових поранень у груди, закрив собою товаришів. Ще один військовослужбовець дістав поранення. Тіло загиблого під обстрілами не змогли евакуювати, було вирішено відходити й рятувати пораненого. У подальшому побратими не знайшли тіло на місці бою, воно потрапило до російських бойовиків, понад тиждень тривали перемовини щодо обміну. Обмін відбувся 7 липня у м. Щастя.
Похований 9 липня на Алеї Героїв міського кладовища райцентру Кобеляки.
Залишилися дружина Вікторія та дві доньки — 9-річна Олена та 8-річна Анна. Мати залишилась на окупованій території і на похорон не приїхала. У жовтні 2017 року Кобеляцька РДА ухвалила рішення про виділення грошової компенсації родині загиблого для придбання квартири у Полтаві.

## Нагороди та відзнаки
- Указом Президента України № 318/2017 від 11 жовтня 2017 року, за особисту мужність і самовіддані дії, виявлені у захисті державного суверенітету та територіальної цілісності України, зразкове виконання військового обов'язку, нагороджений орденом «За мужність» III ступеня (посмертно)[7].
- Відзнака Президента України «За участь в антитерористичній операції» (посмертно)[8].
- Відзнака Міноборони — нагрудний знак «Знак пошани».
- Недержавна відзнака — нагрудний знак «За оборону Донецького аеропорту».
- Відзнака Полтавської обласної ради «За вірність народу України» (посмертно)[9].

## Вшанування пам'яті
Занесений до Книги Пошани Полтавської обласної ради (посмертно).